# Derechos forales

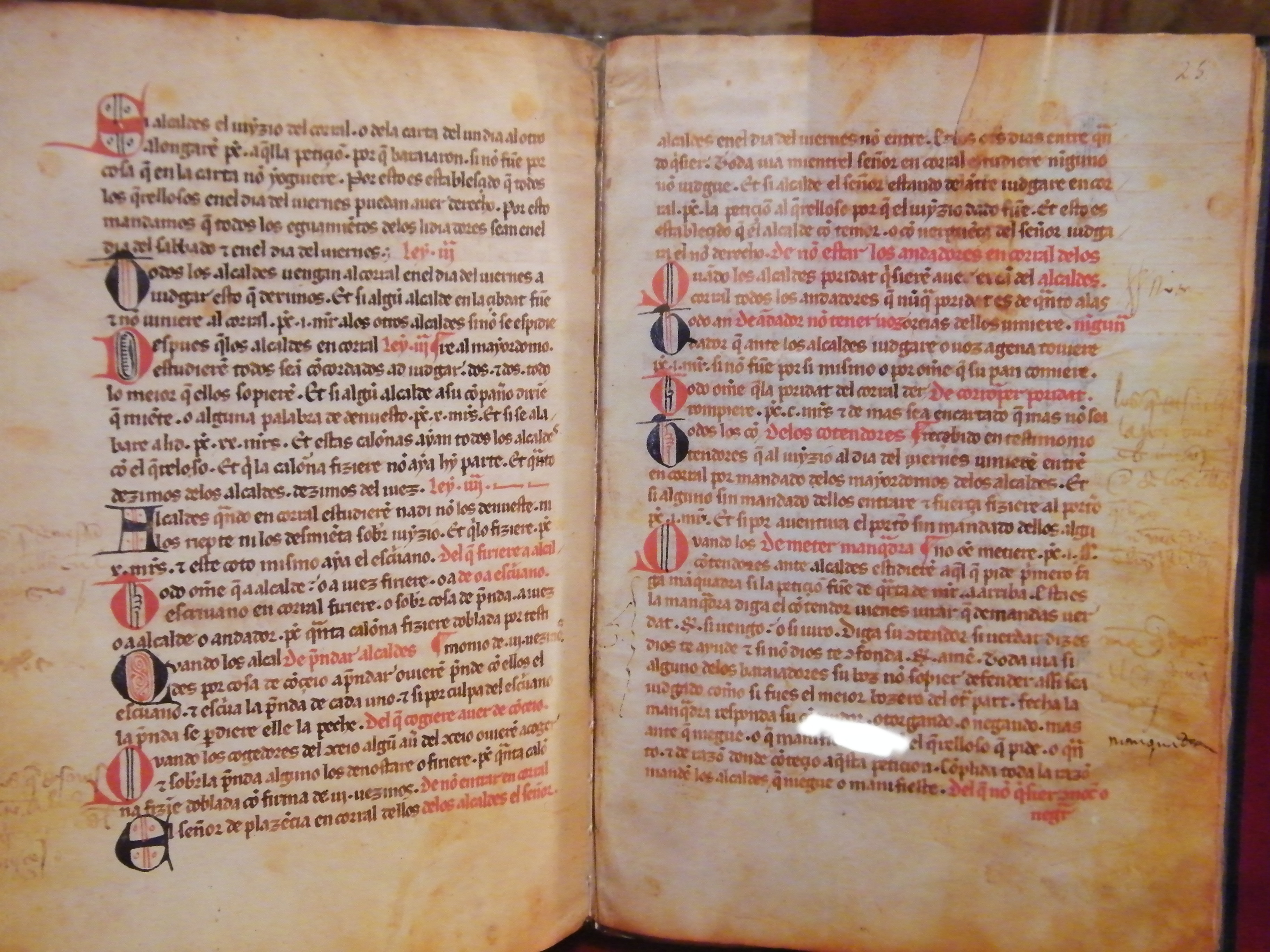
Fuero de la fundación de la ciudad de Plasencia.

Los derechos forales son un tipo de derechos locales o propios existentes en algunas comunidades autónomas españolas, que tienen su origen en las Cartas Pueblas (Cartas de Población) que se otorgaban por los reyes y señores de la península ibérica al fundar poblaciones. Estas Cartas Pueblas funcionaban a modo de pacto entre la población y el rey o señor del lugar, con el objetivo de ordenar el territorio y regular las condiciones de asentamiento de los nuevos pobladores.
Con el crecimiento de las poblaciones y el aumento de las relaciones entre ellas, las Cartas Pueblas se fueron unificando en normas jurídicas comunes, que se establecían en forma de fueros, es decir, un estatuto jurídico aplicable a un territorio, que regulaba el ordenamiento jurídico del lugar y las relaciones entre sus habitantes.
Si bien las Cartas Pueblas tenían distintas formas jurídicas, muchas de ellas incluso con la denominación de fuero, no hay unanimidad entre los historiadores a la hora de considerarlas equivalentes a otros fueros, haciéndose en la mayor parte de los casos distinción entre las Cartas Pueblas o fueros breves y otros fueros o fueros extensos. En lo que si coinciden todos los historiadores es que en todos los casos se trataba de derechos propios con particulares distintas en cada lugar y en que son el origen de los actuales derechos forales.
Aunque este tipo de derechos locales eran comunes en diversos países europeos, con el tiempo estos derechos se fueron unificando en leyes nacionales. Sin embargo en España esta unificación no se consiguió, habiendo prevalecido distintos fueros hasta nuestros días fundamentalmente en el ámbito civil, siendo esta una peculiaridad exclusiva del ordenamiento jurídico español.
La Constitución española señala a los derechos forales únicamente para referirse a los derechos especiales en el ámbito civil, mientras que para el conjunto de derechos propios de los territorios forales —denominados derechos históricos— se refiere al régimen foral.
Actualmente en España coexiste el derecho común con los derechos forales o especiales de Aragón, Baleares (con particularidades en cada isla), Cataluña, Galicia, Navarra y el País Vasco (con particularidades según el territorio), aplicándose el derecho común de forma supletoria a los derechos forales allá donde existan. Igualmente sigue vigente el Fuero de Baylío que se aplica en algunos pueblos extremeños limítrofes con Portugal y en Ceuta. La Comunidad Valenciana, si bien ha tenido derechos forales en el pasado, actualmente no cuenta con una regulación vigente al respecto. No obstante, como es una competencia prevista en el Estatuto de Autonomía (Preámbulo y 7 artículos) las Cortes Valencianas, con gran apoyo político y también de la inmensa mayoría de los municipios valencianos y de la sociedad civil, plantearon en febrero de 2020 una Proposición de reforma constitucional al Congreso para la recuperación efectiva del Derecho Civil Valenciano.
El derecho privado (común o foral) aplicable, se determina en función de la vecindad civil —distinta de la vecindad administrativa— que está regulada por el artículo 14 y siguientes del Código Civil.

## Antecedentes
La denominación procede del término «fuero», referente a los estatutos jurídicos que, ya en la Edad Media, recogían las costumbres de cada localidad, además de los privilegios otorgados por los reyes a las mismas, así como el conjunto de disposiciones que preservaban la nobleza, el clero y el vasallaje de una zona. Consisten en un pacto solemne entre los pobladores y el rey, y también –por extensión– se ha usado para referirse a las normas que regían en determinada comarca o localidad. Es un Derecho muy fragmentado, en el que tradicionalmente una ciudad concreta se regiría por su derecho propio.
De ese término surgió el de «derecho foral», que posteriormente se utilizó para referirse al derecho que rige de forma específica en un territorio dado. Habitualmente, los derechos forales rigen en territorios más amplios que a los que eran de aplicación los fueros.

## Naturaleza jurídica
La fortaleza de la integración histórica y política de España, lejos de resentirse, alcanza su completa realización con el reconocimiento de los derechos forales, que no son formas privilegiadas ni meros residuos personalistas de normas anacrónicas, sino verdadero y actual reflejo jurídico de realidades perceptibles en nuestro propio modo de ser y existir colectivos.
Exposición de motivos, sanción del título preliminar del Código Civil (Decreto 1836/1974, de 31 de mayo).

Ámbito de aplicación de los regímenes jurídicos civiles coexistentes en el territorio nacional
Artículo 13.
1. Las disposiciones de este título preliminar (de las normas jurídicas, su aplicación y eficacia), en cuanto determinan los efectos de las leyes y las reglas generales para su aplicación, así como las del título IV del libro I (del matrimonio), con excepción de las normas de este último relativas al régimen económico matrimonial, tendrán aplicación general y directa en toda España.

2. En lo demás, y con pleno respeto a los derechos especiales o forales de las provincias o territorios en que están vigentes, regirá el Código Civil como derecho supletorio, en defecto del que lo sea en cada una de aquéllas según sus normas especiales.
Código Civil de España, título preliminar, capítulo V.

El Estado tiene competencia exclusiva sobre las siguientes materias:

Legislación civil, sin perjuicio de la conservación, modificación y desarrollo por las Comunidades Autónomas de los derechos civiles, forales o especiales, allí donde existan. En todo caso, las reglas relativas a la aplicación y eficacia de las normas jurídicas, relaciones jurídico-civiles relativas a las formas de matrimonio, ordenación de los registros e instrumentos públicos, bases de las obligaciones contractuales, normas para resolver los conflictos de leyes y determinación de las fuentes del Derecho, con respeto, en este último caso, a las normas de derecho foral o especial.
Constitución española, artículo 149.1.8ª.

## Compilaciones

### Código del Derecho Foral de Aragón
Derogando el Apéndice al Código civil de 1925, la Compilación del derecho civil de Aragón se aprobó por la Ley de 8 de abril de 1967, siendo modificada por la Ley de 21 de mayo de 1985 para adaptarla a la Constitución, y por la Ley de 25 de abril de 1998 sobre adopción. 
La Ley de 24 de febrero de 1999, sobre sucesiones por causa de muerte derogó el Libro II de la Compilación relativo al "Derecho de sucesión por causa de muerte"; la Ley de 12 de febrero de 2003, sobre Régimen Económico Matrimonial y Viudedad, derogó los artículos 7 y 22 a 88 de la Compilación; la ley de Derecho de la Persona, de 27 de diciembre de 2006, derogó el Libro I de la Compilación y la Ley de 2 de diciembre de 2010, de Derecho civil patrimonial derogó los Libros II y IV de la Compilación, de la que únicamente quedaba vigente el Título Preliminar. 
Completando el proceso de reformulación legislativa del Derecho aragonés, el Decreto legislativo 1/2011, de 22 de marzo, del Gobierno de Aragón, aprobó la refundición de las leyes civiles aragonesas en un Código del Derecho Foral de Aragón, que consta de 599 artículos e incorpora, además de las leyes citadas, el residual Título Preliminar de la Compilación del Derecho civil de Aragón, la Ley 6/1999, de 26 de marzo, relativa a parejas estables no casadas y la Ley 2/2010, de 26 de mayo, de igualdad en las relaciones familiares ante la ruptura de convivencia de los padres. La Compilación y todas las leyes refundidas han sido formalmente derogadas, entrando en vigor el Código del Derecho Foral de Aragón el día 23 de abril de 2011.
Sistema de fuentes
Constituyen las fuentes del Derecho civil de Aragón la ley, la costumbre y los principios generales en los que tradicionalmente se inspira su ordenamiento jurídico. El Derecho civil general del Estado se aplicará como supletorio solo en defecto de normas aragonesas y de acuerdo con los principios que las informan (art. 1º del Código del Derecho Foral de Aragón)
La costumbre tendrá fuerza de obligar cuando no sea contraria a la Constitución o a las normas imperativas del Derecho aragonés y su existencia la apreciarán los Tribunales a virtud de sus propias averiguaciones y de las pruebas aportadas por los litigantes.
El respeto a la libertad civil, bajo el principio «Standum est chartae», se recoge en el artículo 3° del Código al disponer, en los mismos términos que antes lo hacía la Compilación, que «Se estará en juicio y fuera de él, a la voluntad de los otorgantes, expresada en pactos o disposiciones, siempre que no resulte de imposible cumplimiento o sea contraria a la Constitución o a las normas imperativas del Derecho aragonés»
Estructura y contenido
El Código del Derecho Foral de Aragón consta de un Preámbulo, un Título Preliminar, que en sus tres artículos recoge las normas 
en el Derecho Civil de Aragón, y cuatro Libros: LIBRO PRIMERO. Derecho de la persona; LIBRO SEGUNDO. Derecho de la familia; LIBRO
TERCERO. Derecho de sucesiones por causa de muerte y LIBRO CUARTO. Derecho patrimonial.
Las instituciones más relevantes del derecho civil aragonés son: 
- En orden a la persona y familia: la media aetatis a partir de los 14 años, en que el menor es asistido y no representado; la autoridad familiar, ya que no existe la patria potestad sobre los menores en los términos que la regula el Código civil; la Junta de parientes; el régimen económico matrimonial legal, que recibe el nombre de «consorcio conyugal», la regulación del régimen de separación de bienes y la viudedad, que se manifiesta en vida de los cónyuges como derecho expectante.
- En el ámbito de la sucesión: el testamento mancomunado; la posibilidad de otorgar pacto sucesorio; la fiducia sucesoria; la legítima como atribución colectiva al conjunto de los descendientes y sólo a ellos; y la sucesión troncal, dentro de la sucesión intestada.
- En relación con el Derecho de bienes: las relaciones de vecindad, especialmente en el ámbito de las luces y vistas; el régimen especial de las servidumbres, la alera foral y las mancomunidades de pastos y leñas y demás «ademptrios».
- En materia de obligaciones: el derecho de abolorio o de la saca, derecho de adquisición preferente cuando se enajenan bienes que han permanecido en la familia al menos dos generaciones.

### Compilación de Derecho Civil de Baleares
Ha recibido su sanción por Ley de 19 de abril de 1961, modificada por Ley de la Comunidad Autónoma de Baleares de 28 de junio de 1990.
La Compilación ha incorporado a su texto tanto el Derecho autóctono balear como el Derecho romano, que se había venido aplicando consuetudinariamente en las Islas.

Su estructura es la siguiente: consta de 86 artículos, distribuidos en un Título Preliminar y tres Libros, seguidos de tres Disposiciones Finales y dos Transitorias.
- El Título Preliminar lleva la rúbrica «De la aplicación del Derecho Civil de Baleares» y en él se establece el sistema de fuentes.
- El Libro I contiene las «Disposiciones aplicables en la Isla de Mallorca», ocupándose en tres Títulos de las siguientes instituciones: régimen económico conyugal, sucesiones y especialidades relativas a los derechos reales, como lo son el «estatge» (variedad consuetudinaria del derecho de habitación) y algunas peculiaridades de los censos, alodios y derechos de naturaleza análoga.

En este Libro destaca la especial incorporación de instituciones del Derecho romano en materia de sucesiones. Así, se han acogido los principios informadores de la sucesión romana en orden a la incompatibilidad de las sucesiones testada e intestada, a la esencialidad de la institución de heredero y a la naturaleza jurídica de la porción legítima; regulándose con alguna extensión materias como la sustitución fideicomisaria y la cuarta falcidia.
- El Libro II presenta las «Disposiciones aplicables a la Isla de Menorca», acogiendo la denominada «sociedad rural menorquina», que es una sociedad pactada entre el titular de un predio rústico y un cultivador cabeza de familia, regida básicamente por usos y costumbres.

- El Libro III establece las «Disposiciones aplicables en las Islas de Ibiza y Formentera,» dedicando cuatro Títulos respectivamente, al Régimen Económico Matrimonial, con una regulación muy detallada de las capitulaciones matrimoniales o «espolits», a las Sucesiones, en que se admite la validez del testamento y del pacto sucesorio aunque no contengan institución de heredero o esta no comprenda la totalidad de los bienes, a los Derechos Reales, regulando el típico y tradicional derecho de habitación especial de Ibiza y Formentera, y a las Obligaciones y Contratos, donde se regula el tradicional convenio agrícola parciario típico de esas islas, conocido como explotación a «majoral».

### Código civil de Cataluña
La denominada Compilación de Derecho Civil especial de Cataluña fue aprobada por la Ley de 21 de julio de 1960, luego modificada por la Ley del Parlamento Catalán de 20 de marzo de 1984, que se dictó con el propósito de adaptar la misma a la Constitución, aprobándose el Texto Refundido por el R.D. Legislativo de 19 de julio de 1984, que a su vez ha sido modificado por diversas Leyes aprobadas por el Parlamento Catalán.
Con fecha 30 de diciembre de 2002, por el Parlamento Catalán, se ha dictado la Primera Ley del Código Civil de Cataluña en la que se establece la estructura del Código Civil de Cataluña, dividido en seis libros:
- Libro primero, relativo a las disposiciones generales.
- Libro segundo, relativo a la persona y la familia.
- Libro tercero, relativo a la persona jurídica.
- Libro cuarto, relativo a las sucesiones.
- Libro quinto, relativo a los derechos reales.
- Libro sexto, relativo a las obligaciones y contratos.

Esta Ley aprueba asimismo el Libro I que comprende dos Títulos, El primero referente a las disposiciones preliminares y el segundo a la prescripción y a la caducidad. Con entrada en vigor el 1 de enero de 2004.
Sucesivas leyes han aprobado el resto de libros. Sólo falta la elaboración del Libro VI.

### Ley de Derecho Civil de Galicia
La Compilación de Derecho Civil de Galicia de 2 de diciembre de 1963 ha sido sustituida por la Ley de Derecho Civil de Galicia de 24 de mayo de 1995. A su vez derogada por la ley de 14 de junio de 2006.
Consta de un Título Preliminar y diez Títulos.
- El Título Preliminar enumera las fuentes del Derecho Civil de Galicia.
- El Título I De la protección de menores.
- El Título II De la adopción.
- El Título III De la autotutela.
- El Título IV establece algunas previsiones sobre la representación y administración de los bienes de quienes se hallen en situación de ausencia aún no declarada judicialmente.
- El Título V se refiere a la «veciña», organización compuesta por los «petrucios» de una parroquia para administrar los bienes en mano común que correspondan a aquella.
- El Título VI, sobre «Derecho reales», se regulan distintos tipos de comunidad (de montes en mano común, en materia de aguas, de muiños de heredeiros, de agras y vilares), las servidumbres y el denominado «cómaro», «ribazo» o «arró», que es el muro de contención de fincas colindantes situadas a distinto nivel.
- El Título VII, dedicado a los contratos, contiene una extensa regulación de los arrendamientos rústicos, en general y, en particular, del arrendamiento de lugar acasarado, entendiéndose por tal el conjunto que, formando una unidad, comprende la casa de labor, edificaciones, dependencias y terrenos, aunque no sean colindantes. Incluye, asimismo, toda clase de ganado, maquinaria, apeos de labranza e instalaciones que constituyan una unidad orgánica de explotación agraria, forestal o mixta. También regula la aparcería, especialmente la agrícola, la de lugar acasarado, la pecuaria y la forestal. Finalmente, se refiere a una especie de contrato de renta vitalicia, denominado vitalicio, por el que una o varias personas se obligan, respecto a otra u otras, a prestar alimentos en la extensión, amplitud y términos que convengan a cambio de la cesión o entrega de bienes por el alimentista.
- El Título VIII está dedicado a la «Compañía familiar gallega», proponiéndose vigorizar una institución que tanto contribuye a estrechar los lazos familiares y a favorecer la agricultura.
- El Título IX, «Del régimen económico familiar», establece el régimen de la sociedad de gananciales, en defecto de convenio y contiene algunas particularidades sobre capitulaciones matrimoniales y donaciones por razón de matrimonio.
- El Título X, «De las Sucesiones», contiene la principal innovación, respecto a la anterior Compilación, tanto por su extensión como por comprender instituciones, no compiladas antes, subsistentes en Galicia en el ámbito del derecho consuetudinario.

Dentro de los pactos sucesorios se regula el de usufructo voluntario de viudedad, el pacto de mejora y el derecho de labrar y poseer, institución esta última, de gran raigambre en Galicia, destinada a proteger las pequeñas explotaciones campesinas contra los males de la división hereditaria.
Bajo la rúbrica «De la sucesión testada», se reconoce el testamento por comisario y la posibilidad de que los cónyuges gallegos, aún fuera de Galicia, otorguen testamento mancomunado.
Se considera legitimario a quien lo sea según el Código Civil, aunque se establecen algunas particularidades sobre las formas para la determinación y pago de la legítima.
La sucesión intestada se rige, igualmente, por el Código Civil pero se establece, en defecto de personas con derecho a la herencia, la sucesión en favor de la Comunidad Autónoma de Galicia.
Finalmente, con la denominación de «partijas» o apartamientos se reconoce la posibilidad de adjudicar en vida la plena titularidad de determinados bienes a quien tenga la condición de legitimario del adjudicante, quedando éste excluido de la condición de legitimario con carácter definitivo.

### Compilación de Derecho Civil Foral de Navarra
Con la promulgación de la Compilación de Derecho Civil Foral de Navarra o Fuero Nuevo por Ley de 1 de marzo de 1973, culmina la recopilación de los Derechos Forales de España, laboriosamente realizada a lo largo de los últimos 25 años. 
Sin embargo, el planteamiento de esta Compilación presentaba una singularidad respecto de las anteriormente aprobadas por otras regiones, derivada de la llamada Ley Paccionada de 16 de agosto de 1841, conforme a la cual se exigía el procedimiento de convenio para introducir reformas legislativas en Navarra y por virtud de lo cual se atribuyó a la Diputación Foral el nombramiento de la Comisión correspondiente, que había de presidir el Presidente de la Audiencia Territorial de Pamplona, la cual elevó un anteproyecto que, tras su estudio por la Comisión General de Codificación, integrada al efecto con representantes de aquella provincia designados para ello, se dictó directamente por el Jefe del Estado, sin discusión en las Cortes, en virtud de las prerrogativas que a la Jefatura del Estado otorgaba la Ley Orgánica del Estado.
La Compilación, también llamada Fuero Nuevo de Navarra, consta de quinientas noventa y seis "leyes", denominación que se da a sus preceptos por fidelidad a la tradición legislativa de Navarra, divididos en un Libro Preliminar, seguido de otros tres que llevan la denominación de Primero, Segundo y Tercero, para terminar con cinco Disposiciones Transitorias.
Se presenta la Compilación como un fiel reflejo del Derecho Civil realmente vigente en Navarra, por haberse prescindido de las instituciones caídas en desuso y haberse incorporado, en cambio, otras consuetudinarias y prácticas que ofrecen soluciones jurídicas de gran actualidad.
- El Libro Preliminar se distribuye en cuatro Títulos que tratan, respectivamente, de las fuentes, de la condición foral de las personas físicas y jurídicas, del ejercicio de los derechos y de la prescripción de las acciones.
- El Libro primero trata de las personas y de la familia, asociando así lo que es esencial para la tradicional concepción navarra, según la cual la estructura y la legitimidad familiar, así como la unidad de la casa, son el fundamento mismo de la personalidad y de todo el orden social. Distribuida la materia en quince títulos, recoge instituciones tan peculiares como la de los sujetos colectivos sin personalidad jurídica (la casa, Ley 48), el régimen matrimonial de bienes de carácter supletorio, llamado «conquistas», el acogimiento a la casa y la de los parientes mayores.

- El Libro Segundo trata de las donaciones y sucesiones, asociación indiscutible para el Derecho navarro, el cual, a través de los veinte Títulos que integran el Libro, presenta una riquísima gama de formas y modalidades de liberalidad; destaca también la libertad de testar con sus limitaciones del usufructo de fidelidad, la legítima foral de los descendientes como fórmula de no preterición (los cinco sueldo febles...), etc., la sucesión «legal» y no «legítima o intestada» ya que no sólo puede quedar excluida por la forma testamentaria, sino también por otras modalidades de sucesión voluntaria y que tiene escasa importancia ante la prevalencia de estas fórmulas, los fiduciarios, herederos de confianza y albaceas, troncalidad, representación, etc.[16]

- El Libro Tercero comprende toda la materia de los derechos reales y las obligaciones, dividido en quince Títulos. Entre los primeros merece destacarse como peculiaridad al regular la propiedad y posesión, el régimen singular de adquisición de los frutos de las heredades desde que son manifiestos; asimismo, la limitación del concepto de servidumbre a las prediales, conforme a la más depurada doctrina, regulando como comunidades de bienes y derechos aquellas figuras como las corralizas, facerías, helechales, el dominio concellar y las vecindades foranas, que a veces se les había atribuido el carácter de servidumbres personales, impidiendo su redención; con gran actualidad se trata el derecho de superficie, presentan-do una regulación nueva en materia de sobreedificación y subedificación. En materia de obligaciones, se ha prescindido de la categoría del cuasicontrato y en su lugar se trata de enriquecimiento sin causa en el Título General sobre las obligaciones y de la gestión de negocios como figura similar al mandato; también debe señalarse la eliminación de la superada figura del arrendamiento de servicios, que en la medida que no queda regulada como contrato de trabajo, se somete a las reglas del mandato, orillándose así una ya clásica y ociosa discusión de los autores.

- Las Disposiciones Transitorias regulan las situaciones y relaciones causadas con anterioridad a la vigencia de la Compilación, y en las Disposiciones Finales se prevé el procedimiento para futuras modificaciones legales, conforme al sistema de la Ley Paccionada, y se da carácter estable a la Comisión Compiladora para regular información y eventual alteración del Derecho recopilado.

### Ley del Derecho Civil Vasco
La Compilación de Derecho Civil Foral de Vizcaya y Álava de 30 de julio de 1959, fue sustituida por la Ley 3/1992, de 1 de julio, del Derecho Civil Foral del País Vasco, que se limita a hacer la necesaria adaptación de ese Derecho a nuestros tiempos, eliminando algunos anacronismos que la Compilación de 1959 aún mantenía y restaurando instituciones muy arraigadas de las que prescindía. Posteriormente fue el derecho civil vasco fue actualizado por la Ley de 25 de junio, de Derecho Civil Vasco, que deroga y sustituye la anterior.
Consta de un Título Preliminar, dedicado a las fuentes del Derecho Foral y tres Libros referentes al Derecho aplicable en Vizcaya, Álava y Guipúzcoa.
Fuero de Vizcaya

Mapa del Infanzonado: municipios sobre los que se aplica el Fuero de Vizcaya.

Rige en el Infanzonado o Tierra Llana (artículo 6), denominación con la que se comprende todo el Territorio Histórico de Vizcaya, con excepción de las Doce Villas (Valmaseda, Bermeo, Durango, Ermua, Guernica y Luno, Lanestosa, Lequeitio, Marquina-Jeméin, Ondárroa, Ochandiano, Portugalete y Plencia), la ciudad de Orduña y el término municipal de Bilbao, que se rigen por la legislación civil general.
Los municipios en los que rige la legislación civil general podrán optar por la aplicación del Fuero Civil en todo su término, mediante un procedimiento en el que se impone la consulta a los vecinos y aprobación de dicho acuerdo por mayoría de los mismos.
Como decía la anterior Compilación, el principio supremo del Derecho Foral vizcaíno es el de la concentración patrimonial de cada caserío y sus pertenecidos. En torno a esta institución giran las instituciones recogidas en la Ley de Derecho Civil Foral tales como la troncalidad, la libertad de testar, el testamento por comisario y el régimen económico matrimonial de la comunicación foral de bienes.
Fuero de Álava
Por un lado, en Álava apenas rige derecho civil foral alguno si exceptuamos El Fuero de Ayala que se aplica en la Tierra de Ayala, es decir, en los municipios de Ayala, Amurrio y Oquendo y en los pueblos de Mendieta, Retes de Tudela, Santa Coloma y Sojoguti, del municipio de Arceniega, y se refiere únicamente a dos instituciones:
1. La libre disposición de bienes, por la que se concede a los que ostenten la vecindad foral la facultad de disponer libremente por testamento, manda o donación a título universal o particular, apartando a sus herederos forzosos con poco o mucho, como quisiere o por bien tuvieren.
2. El «usufructo poderoso» atribuye al usufructuario, además del contenido propio del derecho de usufructo, la facultad de disponer a título gratuito, "inter vivos" o "mortis causa", de la totalidad o parte de los bienes, en favor de todos o algunos de los hijos o descendientes del constituyente del usufructo.

Y por otro lado, en los municipios de Llodio-Laudio y Aramaio, limítrofes con territorio vizcaíno, que rige el Fuero de Vizcaya.
Fuero de Guipúzcoa
La ley sobre el derecho Civil Foral se limita a reconocer la vigencia de las costumbres civiles sobre la ordenación del caserío y del patrimonio familiar en Guipúzcoa y la necesidad de su actualización por el Parlamento Vasco. Una actualización parcial se ha llevado a cabo por el Parlamento vasco mediante la Ley 3/1999, de 26 de noviembre, que regula la transmisión intervivos, por testamento y por contrato sucesorio del caserío (bien excluíble de la porción legitimaria) y que contiene, además, normas sobre el testamento mancomunado; por el momento el legislador se ha limitado a positivizar dicha costumbre sucesoria que tradicional y doctrinalmente se denominaba "testar a la navarra".

### Derecho civil foral valenciano
Tras la reforma operada en 2006, el Estatuto de la Comunidad Autónoma Valenciana anunció en su preámbulo y recogió en su artículo 7, que el desarrollo legislativo de las competencias de la Generalitat procuraría el impulso y el desarrollo del Derecho Civil Foral Valenciano a partir de la recuperación de los contenidos correspondientes de los Fueros del histórico Reino de Valencia. La primera implementación de esta competencia vio la luz un año después con la aprobación de la Ley 10/2007, de 20 de marzo, de la Generalitat, de Régimen Económico Matrimonial Valenciano, que inaplica las normas del Código Civil en materia de régimen económico del matrimonio. Asimismo, el Consell valenciano aprobó en 2009 un Anteproyecto de Ley valenciana de sucesiones que, sin embargo, recibió un dictamen desfavorable del Consejo Jurídico Consultivo valenciano, por lo que entró en vía muerta.
Otras normas aprobadas sirviéndose de la base competencial del artículo 7 del Estatuto de Autonomía han sido:
- La Ley 12/2008, de 3 de julio, de la Generalitat, de protección integral de la infancia y la adolescencia de la Comunitat Valenciana.
- La Ley 5/2011, de 1 de abril, de la Generalitat, de Relaciones Familiares de los hijos e hijas cuyos progenitores no conviven.

Si bien estas normas aluden únicamente al derecho de familia, sus preámbulos hacen mención al deseo del legislador valenciano de elaborar en el futuro un Código de Derecho Civil Foral valenciano que englobe las distintas leyes que se promulguen en la materia. Hablamos por tanto de una incipiente pretensión a la compilación del Derecho Civil Foral valenciano, que pasa primero por la recuperación, adaptación y desarrollo de su contenido histórico.

### Fuero de Baylío

Mapa de los municipios bajo el Fuero del Baylío, en la provincia de Badajoz y en Ceuta.

Se discute si pueden considerarse forales las localidades de Extremadura (Alburquerque, Jerez de los Caballeros y algunas ciudades más), en que se aplicó el Fuero de Baylío. A juicio de Castán, las costumbres y privilegios locales de Castilla –como la que integra el citado Fuero, cuyo reconocimiento en el Derecho anterior al Código procedía de un precepto de la Novísima Recopilación-, forman parte del Derecho común derogado por el artículo 1.976 del Código Civil.
Sin embargo, en la doctrina actual predomina la opinión favorable a la vigencia de este Fuero, que también ha sido reconocido por el Tribunal Supremo (en sentencia de 8 de febrero de 1892) y la Dirección General de los Registros y del Notariado (Resoluciones de 19 de agosto de 1914, 10 de noviembre de 1926, 9 de enero de 1946, etc.).
En la actualidad no hay dudas sobre su vigencia, pues el artículo 11 del Estatuto de Autonomía de Extremadura atribuye a la Comunidad Autónoma la competencia para la conservación, modificación y desarrollo del Fuero de Baylío.
La única especialidad del Fuero es establecer la comunidad universal de bienes en el matrimonio. Con arreglo a este Fuero, los bienes que los casados aportan al matrimonio y lo que después adquieran por cualquier título, se comunican y sujetan a partición como gananciales.
En todo lo demás, rige el Código Civil.